# Polop
Polop ou Polop de la Marina (en castillan et en valencien) est une commune d'Espagne de la province d'Alicante dans la Communauté valencienne. Elle est située dans la comarque de la Marina Baixa et dans la zone à prédominance linguistique valencienne.

## Géographie

Localisation de Polop
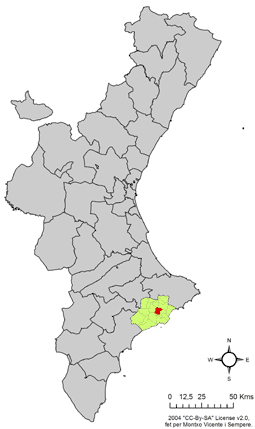
dans la Communauté valencienne.
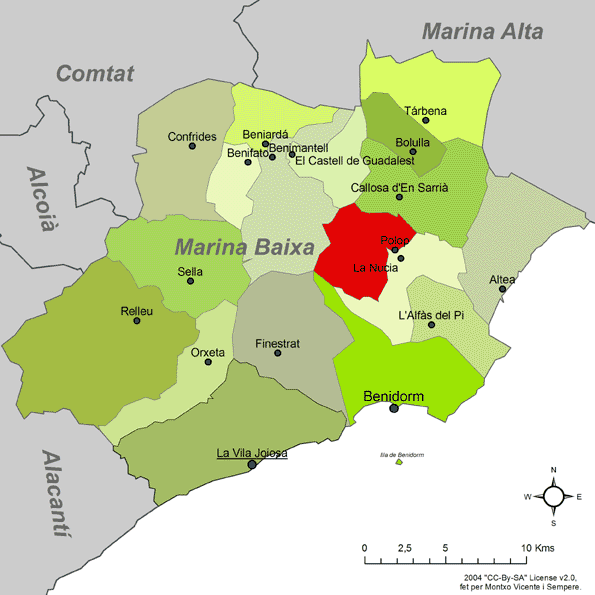
dans la comarque de la Marina Baixa.

## Patrimoine
- Font dels xorros : au centre du village on trouve une fontaine remarquable avec 221 tuyaux.

La fontaine de Polop
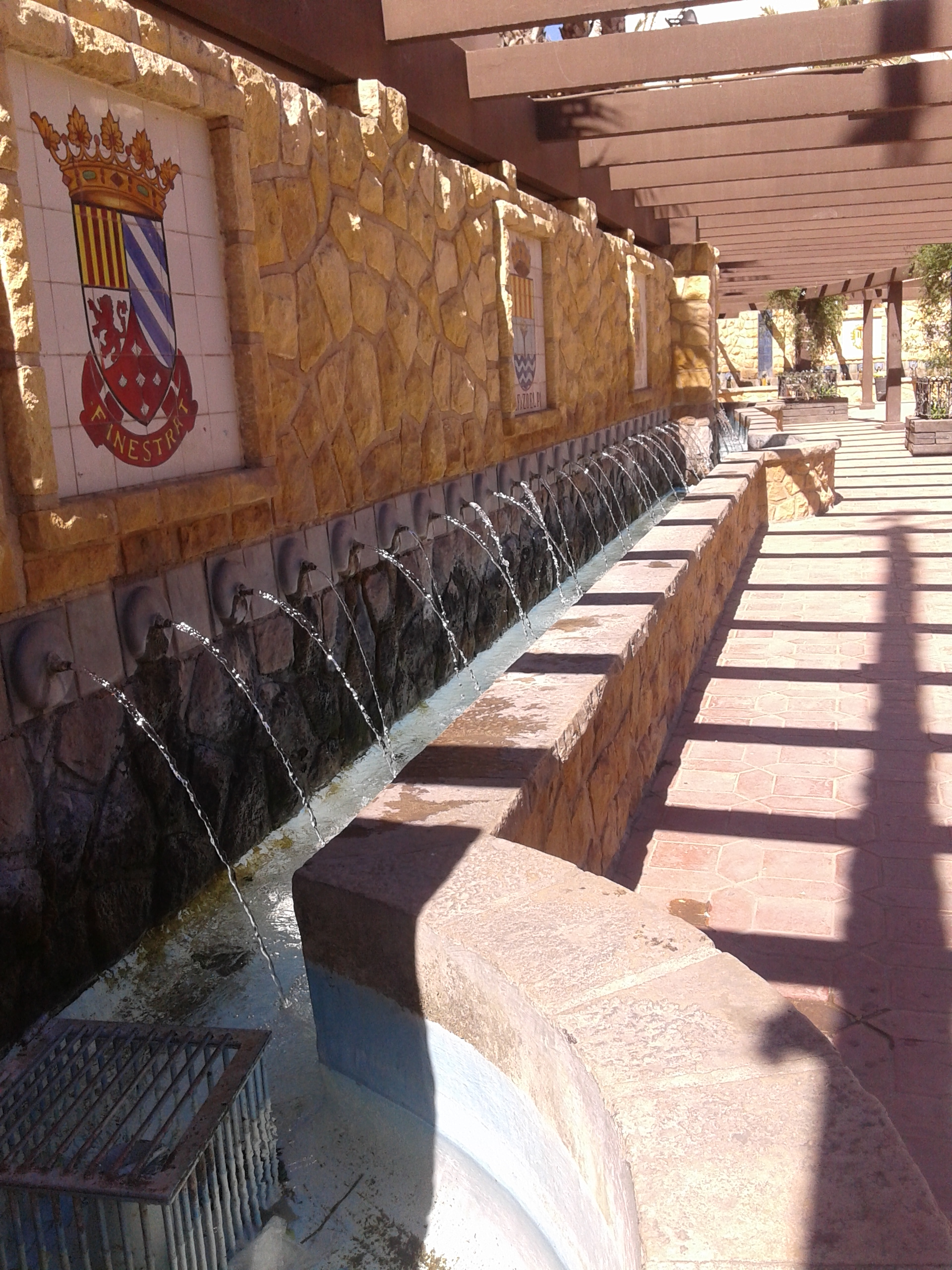
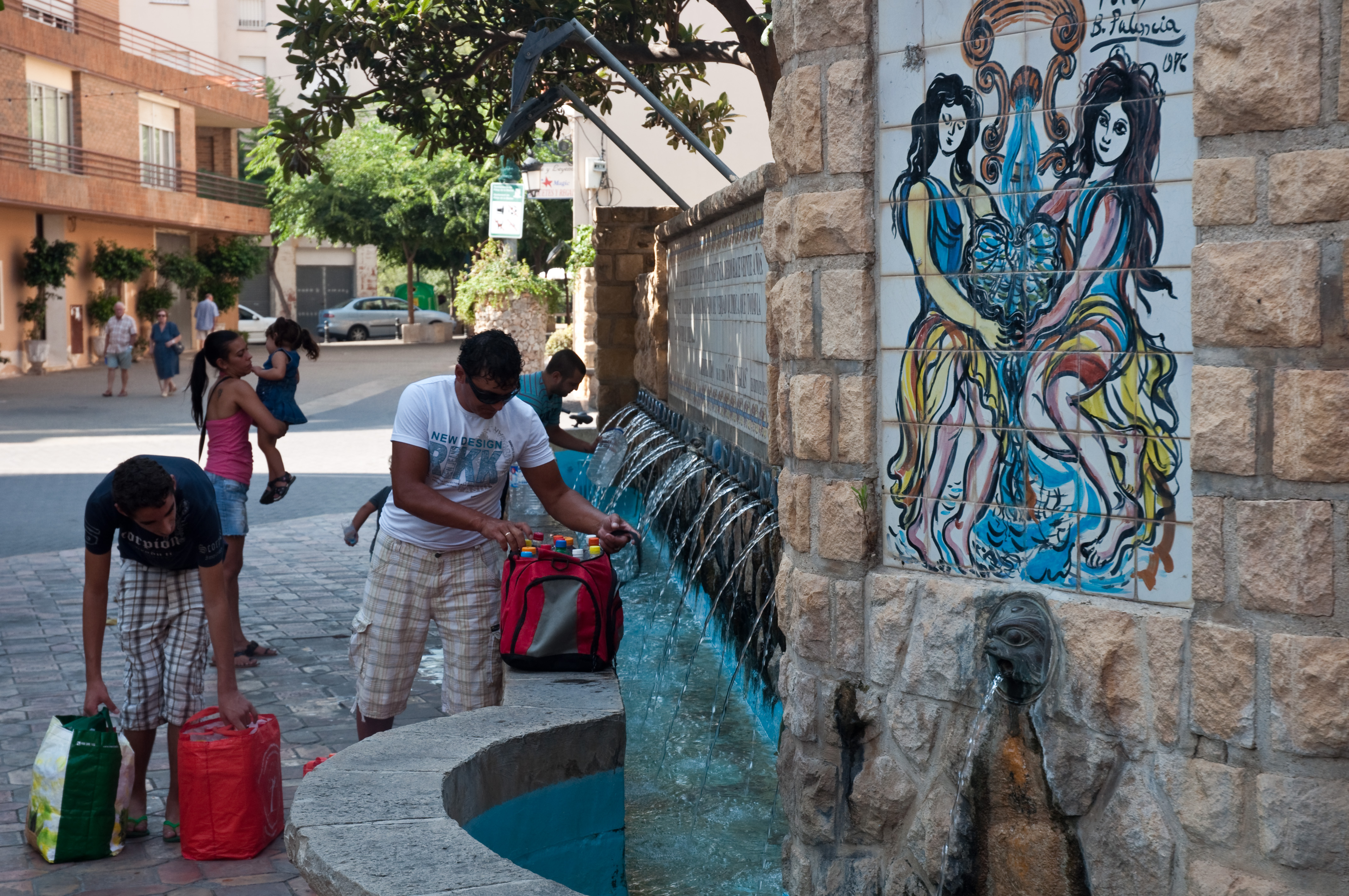
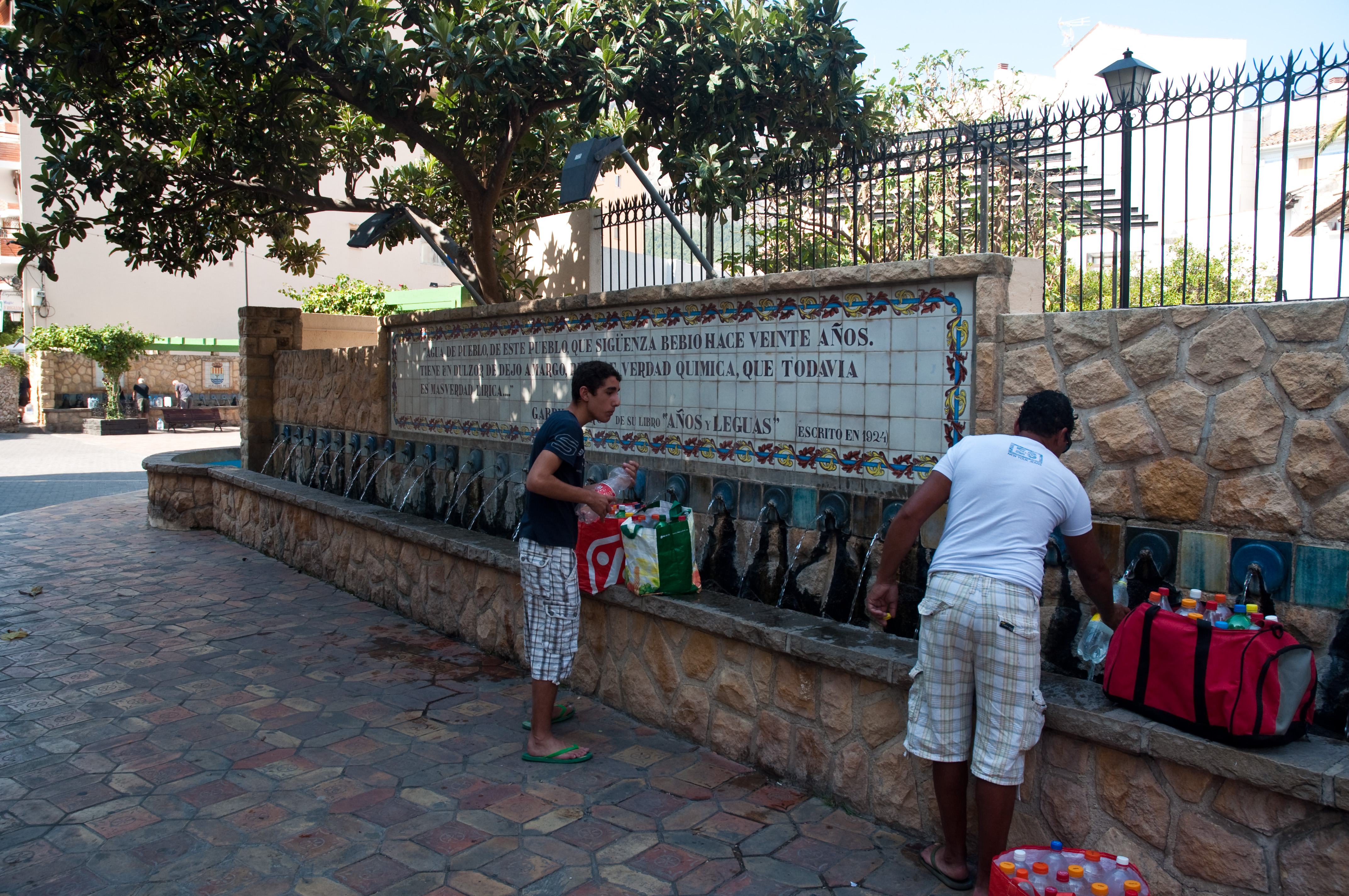